# 雷木思·路平
雷木思·约翰·路平（英語：Remus John Lupin）是J·K·羅琳的小說《哈利·波特》系列中的一個虛構角色。他於裡以新任黑魔法防御術教授的身分首次出現，成為哈利·波特等人的三年级黑魔法防御術教授，其前任教授為奎若（第一集）和吉德羅·洛哈（第二集）。電影中由大衛·休里斯飾演。
路平從這個職位辭職後仍然留在該系列的故事中，作為中心人物哈利的朋友與盟友。在電影中，這個角色由大衛·休里斯飾演，而詹姆斯·烏特欽（James Utechin）為少年時的路平。

## 虛構人物傳記
雷木思·路平在1960年3月10日生於萊爾·路平（Lyall Lupin）與其麻瓜妻子希望·賀厄爾（Hope Howell）的家庭，因而使他成為了混血巫師。雷木思年幼時不慎遭惡毒的狼人焚銳·灰背咬傷，因而感染了狼人病毒；由於其狀況無法治癒，因此他變異成為狼人，並注定要過著狼人的生活。
1971年，路平跟其父母一直擔心無法入讀霍格華兹，然而該校的校長阿不思·鄧不利多允許他入學—前提是採取了某些保護措施：阿不思·鄧不利多刻意在學校種了渾拚柳（the Whomping Willow），從渾拚柳下方建有一條秘密通道連接通往一所建於活米村的房子—尖叫屋。渾拚柳有著非常怪異的個性：只要不接近它，或是按下其樹根上的某一個樹瘤就能平安無事；但只要接近或碰到它，不論是有意還是無意，該生物都會被其樹籐的枝條狂毆；若非生物的話則遭打扁，受害者會來不及躲避。雷木思每個月需要在那裡變身的時候，他都會被偷運到這所房子裡，自此那裡就成為路平專屬的變身地點。從人類到狼人的轉變過程是痛苦難當，如果該生物被孤立而牠無法作出攻擊的話，牠會變得沮喪並傷害自己。村民們把路平的嚎叫誤認為是極其暴力的鬼魂。這所房子被稱為「尖叫屋」並成為了英國最鬧鬼的建築物。雖然它從未真正的鬧鬼，但鄧不利多以宣揚這個謠言以阻止好奇的村民進行探索。
在霍格華兹就讀期間，路平一直對自己的狀況保密，然而詹姆、天狼星和彼得·佩迪魯於二年級的時候就推斷出真相。他們五年級的時候，他們秘密地（而且非法地）學會了如何成為化獸師，以便在路平變身期間陪伴著他。此外，化獸師形態下的詹姆和天狼星分別是一頭雄鹿和一隻大狗，他們的體型大得足以控制著狼人型態下的雷木思。路平的狼毒無法傳播給化獸師形態下的他們，因此當他們還是動物的時候，他也不會對二人構成威脅。由於他的情況，他的朋友們給他起了個暱稱，名為「月影（Moony）」，而尖叫屋也因此最終成為了劫盜者們於他們實現完整的化獸師轉換後的秘密聚會場所。
當賽佛勒斯·石內卜對路平每個月消失到哪裡感到好奇時，天狼星在他們六年級的時候對他進行了惡作劇（儘管天狼星、詹姆和彼得討厭石內卜，但路平聲稱自己直到他們六年級之前並沒有理由恨他）。天狼星每個月都會告訴石內卜指路平到哪裡，儘管他沒有提到路平是個狼人，並且知道如果石內卜接近變身了的路平的話，石內卜可能會被殺死。決心給他們惹麻煩的石內卜，他跟蹤著天狼星的去向。當詹姆得知天狼星的所作的事時，他在石內卜到達尖叫屋之前阻止了石內卜，從而挽救了他的性命。然而，石內卜終於看見了狼人形態下的路平，他被鄧不利多要求發誓對它保密。石內卜對此事從未原諒天狼星，並認為詹姆破壞計劃的唯一動機是避免自己被霍格華兹開除。
路平於五年級的時候被任命為級長，儘管他在管教詹姆和天狼星方面遇到了麻煩。然而他沒有成為男生長，J·K·羅琳在一次採訪中，把此事跟路平渴望被喜歡聯繫起來，指「因為他經常被人討厭。」路平的主要失敗是，「他總是很高興有朋友，所以他讓他們很放鬆」。在《鳳凰會的密令》中，天狼星說路平是個「好男孩」，而羅琳則說他是個「成熟的一個」。根據天狼星的說法，路平沒有參與他跟詹姆的欺凌（尤其是對石內卜），但路平很遺憾從未喊停他們。路平也是劫盜地圖的共同創造者之一，該地圖後來由哈利·波特擁有。
路平厭惡並恐懼著他每個月的轉變：當他面對幻形怪時，它們會採取球狀滿月的形式顯示。這些轉變在中變得不那麼嚴重了，當石內卜提供的縛狼汁讓他對狼毒有一定的控制，並保持著其思想。在裡，當他把其物品打包時，顯示著路平穿著New & Lingwood品牌的棕色皮鞋。
路平是鳳凰會的創始成員。

## 相關情節

### 阿茲卡班的逃犯
路平教授首次出現於小說及電影中，作為霍格華茲的新任黑魔法防禦術教授。他首次出現於霍格華茲特快列車上，當時他睡著了，當時「看起來好像一個好的詛咒就能把他了結」。然而當催狂魔出現於火車上時，路平終於醒了，並在沒有魔杖的情況下「手裡拿著一把似乎是火焰的東西」以協助哈利·波特擊退它。這裡有證據顯示路平是一個比他想像中更強大的巫師—他能夠在沒有魔杖的情況下召喚火並將其握在手掌中（沒有魔杖的魔法很難執行）。那年年末，賽佛勒斯·石內卜對天狼星·布萊克的越獄，以及因此失去了康尼留斯·夫子向他承諾公開路平是個狼人的真相後給予他的梅林勳章而感到憤怒，路平由於預計巫師公眾會強烈反對霍格華茲的狼人教學而辭任。在他任職期間，他給哈利傳授施展護法咒的私人課程，這是對抗催狂魔的唯一已知方法。他的學生，除了少數來自史萊哲林的學生外，人人都非常尊重他，並且喜歡其動手實踐的教學風格，而哈利跟他的朋友們認為路平是他們最好的防禦術教授。
在小說及電影的高潮中，路平相信是天狼星當年謀殺了12個麻瓜，背叛了詹姆·波特和莉莉·波特，並殺害了彼得·佩迪魯。最終他發現了真相—天狼星是無辜的，而仍然生還且生機勃勃的彼得是個叛徒。路平協助天狼星在尖叫屋裡向哈利、榮恩·衛斯理和妙麗·格蘭傑解釋了真相，他們也跟彼得對峙，他在過去12年裡一直偽裝成榮恩的寵物老鼠斑斑。然而，由於雷木思忘記服用縛狼汁，這使他在變成狼人時不會變得暴力。當哈利、榮恩和妙麗被路平分心時，彼得變回其化獸師形態並逃脫了。

### 鳳凰會的密令
路平於當中以鳳凰會成員的身分重新出現，但他在小說中的角色比較在《阿茲卡班的逃犯》中還要小。路平在《阿茲卡班的逃犯》裡被描述為有一頭灰白的「淺棕色頭髮」，而他所穿著的是破舊的縫補衣服；他於《鳳凰會的密令》的臉容顏色蒼白，有著過早的皺紋。由於魔法世界中的大多數人都對於暴力轉變的恐懼而對他們抱有偏見，以致狼人的就業機會很少，而路平主要依靠他人的善意作支持。當魔法部在桃樂絲·恩不里居的指引下通過額外的反狼人法時，使路平近乎失業。路平後來加入了新改革的鳳凰會，並且於小說及電影的開篇章節中護送哈利離開德思禮家的先遣守衛成員之一。路平跟天狼星住在布萊克的家族大宅—古里某街12號—鳳凰會的總部，但他並不經常呆在那裡，因為他經常被派往執行鳳凰會的秘密任務。後來，他參與神秘事務司的戰鬥，並在那裡跟魯休思·馬份決鬥。當魯休思被鄧不利多以無形的繩索束縛時，他毫髮無損地走出來。

### 混血王子的背叛
跟《阿茲卡班的逃犯》中相比，路平的角色於小說及電影中的作用很小，就如同在《鳳凰會的密令》一樣。在《混血王子的背叛》中，路平在曾經咬過年幼的他之狼人焚銳·灰背領導下的狼人同伴中當臥底，他們並且加入到佛地魔的陣營。雷木思向哈利承認，由於巫師世界的偏見，他發現狼人跟佛地魔站在一起的話會難以反擊，因為黑魔王為他們提供了比目前所允許更多的自由。
在小說的最後，據透露小仙女·東施愛上了比她年長13年的雷木思，但由於雷木思是個狼人的風險，以及他對她來說是「太老了，太窮了和太危險了」而拒絕與她交往。然而兩人於這集小說的最後場景中手牽著手。

### 死神的聖物
路平於這輯小說及電影中的樣子比從前更加疲憊和焦慮。他參與了鳳凰會從水蠟樹街的拯救哈利的行動，就在他們離開之前，東施透露她跟雷木思於最近結婚了。然而，他在不同的場合中似乎並非高興，反而是很緊張。在小說中的後來，雷木思偶然發現了躲在古里某街12號的哈利三人組，並為完成鄧不利多分配給他們的任務而提供協助。哈利跟路平就他希望加入他們的動機而展開了激烈的爭論，結果卻揭示了東施正在懷孕；他相信自己跟東施的婚姻讓她最終成為了一個被拋棄的人，相信即使是她自己的家人也對他們倆的聯盟感到厭惡，而未出生的孩子，他對自己可能把狼毒傳給他而感到內疚，使他認為他們沒有他會生活得更好。妙麗試圖向他保證，一個孩子永遠不會如此的想到其父親；但哈利於年幼便失去了自己的父親（以及教父），他不希望讓雷木思處於危險之中，批評他拋棄了家人，甚至稱他為懦夫。路平以他的魔杖來對哈利作出攻擊，把他撞到牆上，並憤怒地離開。不可避免地，他認清了哈利說話中的真相，並回到了東施的身邊。
路平於整年都活躍於鳳凰會，而他們日益絕望的境遇迫使阿波佛·鄧不利多等成員退出組織。同時，擁有巫師電台的忠誠者聽到他於地下電台節目《波特觀察（Potterwatch）》中以化名「羅穆路斯（Romulus）」來進行傷亡報告的部分。同年年末，東施誕下了一個健康的男嬰，兩人給他命名為泰迪·雷木思·路平，他展示了變形師的天賦而不是狼人化，哈利被任命為他的教父。
在霍格華茲大戰期間，路平於校園裡指揮著一群防守者，他最後被提到的是他跟食死人安東寧·杜魯哈的決鬥。路平與東施雙雙死於戰鬥中，他們分別被杜魯哈及貝拉·雷斯壯殺害，遺下泰迪成為孤兒，作為其教父的哈利·波特與外祖母美黛·東施作為其監護人。羅琳後來表示，她原先打算讓路平與東施都倖存下來。
當哈利去找佛地魔和其死亡顯然迫在眉睫時，他利用重生石見到一個看起來更年輕的路平與天狼星、詹姆和莉莉，他們一起陪伴著哈利穿過禁忌森林，哈利為他們的死向他們所有人道歉，尤其是路平，因為他再也沒有機會撫養其兒子。路平告訴哈利他也很難過，但他的兒子也會知道自己的父親為何犧牲—他的兒子在這個世界裡會過著更幸福的生活—並希望他能理解。這四名除了哈利之外，其他人都看不見的幽靈在穿過森林時就像護法一樣抵禦著催狂魔。當哈利在面對黑魔王時丟下重生石時，他們便消失了。
羅琳於受訪時表示，路平與東施的犧牲是為了補償她在《鳳凰會的密令》中對亞瑟·衛斯理的一次本應該致命的襲擊中倖存下來最後一刻所給予的緩刑，羅琳還表示路平是被安東寧·杜魯哈所殺。

## 幕後創作
演員大衛·休里斯是該系列的電影《阿茲卡班的逃犯》導演艾方索·柯朗作為飾演路平的首選。休里斯於較早時候曾經在中替奎若教授的角色試鏡，然而敗給伊恩·哈特，後者反過來鼓勵休里斯飾演路平的角色。休里斯後來於、及《哈利波特－死神的聖物1》，和最後於《哈利波特－死神的聖物2》裡飾演路平一角。《鳳凰會的密令》中，少年版本的路平（詹姆斯·烏特欽 飾演）於石內卜的記憶裡短暫地出現。
小說作者羅琳曾表示路平是自己最喜歡的角色之一，形容「他是一個受過傷害、平實又深具寓意色彩的人。......他本身是個狼人，恰巧對於人們面對疾病或殘疾患者的種種反應是個很好的隱喻:37。」2016年，羅琳更指出路平的狼人身分其實是隱喻帶有污名的疾病，例如愛滋病。

### 名字的詞源
這個角色的名字是羅琳為其角色、場景和其他故事元素使用描述性名稱的一個明顯例子。他的名字「雷木思（Remus）」是暗指嬰兒時期由母狼照顧的羅馬傳奇雙胞胎創始人——羅穆路斯與雷穆斯。路平在第7輯小說中藉用了雙胞胎其中一人的名字「羅穆路斯（Romulus）」作為其化名。
他的姓氏「路平（Lupin）」讓人想起意為「狼的特徵或跟狼有關」的英文單詞「lupine」，而它又源自拉丁語「狼瘡（lupus）」。在法國北部的民間傳說中，「lupin」也是用來指代一種以害羞著稱的狼人術語（與更具侵略性和暴力的loup-garou形成了鮮明的對比）。「Lupin」也是一種開花植物羽扇豆屬的名稱。

## 迴響
由於路平是個狼人，他需要服用一種稱為縛狼汁（Wolfsbane Potion）的魔藥以避免在他的餘生中傷害他人的事實，這使他成為了偏見和隔離後果，以及社會對病人和具缺陷者的負面反應的象徵。路平經常被列為《哈利波特》傳說中最佳的角色之一。《IGN》把路平評為該系列中最佳角色的第14位，並指出：「作為哈利父母的一位老朋友，他能夠讓哈利個別且深入的了解他們是誰，這是其他人無法提供的。」這個角色在期間於霍格華茲大戰中的死亡通常被認為是該系列中最情緒化的死亡之一。小說作者羅琳在接下來的幾年裡為殺掉這個角色而道歉。